# 中止犯
中止犯（ちゅうしはん）あるいは中止未遂（ちゅうしみすい）とは、犯罪の実行に着手しながら、「自己の意思により」これを中止することをいい（刑法第43条但書）、その刑は必要的に減軽または免除される。
行為者の主観的事情により結果が発生しない場合であり、客観的事情により結果が発生しない場合（障害未遂）と区別される。

## 中止犯の法的性質
中止未遂を障害未遂よりも寛大に扱う理由について刑事政策説と法律説の対立がある。
刑事政策説は、任意に犯罪の遂行を中止した者に対して刑の必要的減免という褒章を与える「後戻りのための黄金の橋」（リスト）によって犯罪の完成を防止しようとする刑事政策的規定であると理解する。ドイツおよび日本におけるかつての支配的見解であるが、免除（日本法では減軽または免除）という特典を知らない者に対しては一般予防（目的刑論の「一般予防論」を参照）の効果が期待できないという批判を克服することができず、現在では少数説に止まっている。
法律説は、いったん発生させた具体的危険を自らの行為で除去することにより違法性または責任非難が減少することが減免の根拠であると理解する。法律説の内部でも違法（性）減少説と責任減少説の対立がある。違法（性）減少説に対しては、いったん発生した法益侵害結果（未遂犯として処罰される）が事後の行為により減少（さらに進んで消滅）するという構成は困難であるという批判があり、責任減少説が有力である。責任減少説は中止犯の効果の一身専属性および免除の効果を説明できる点で優れているが、責任減少説内部で「自己の意思により」の理解について対立があるため、項を改めて詳述する。

## 中止犯の要件
中止犯の要件は、犯罪の実行に着手した後、
1. 自己の意思により
2. 犯罪を中止した

ことである。

### 「自己の意思により」
限定主観説、主観説、客観説とに分かれる。
限定主観説は「自己の意思により」とは悔悟や憐憫等の感情に基づいて犯罪の完成を止めたことと理解する。主観説や客観説に比べて中止未遂の成立が狭くなる。「自己の意思」という文言を限定解釈する根拠が明確でないという批判があるが、日本の判例は大審院以来この説を採用するケースが多い。
主観説と客観説はともに「やろうと思えばやれた」場合を中止犯、「やろうと思ってもやれなかった」場合を未遂犯とする判断基準「フランクの公式」に依拠する点で共通する。

主観説は行為者を基準にし、通説となっている。

客観説は一般人を基準し、「自己の意思」という文言に反する。
なお、ドイツの判例は単なる故意の放棄（金庫を開けたが小額しか入っていなかったため盗まずに立ち去った、あるいは強姦しようとして押し倒した相手が知人だったので止めた等）でも中止犯を認める。

### 「中止した」
ドイツでは条文上着手未遂と実行未遂が区別されており（ドイツ刑法24条1項）、日本の学説でもこの概念を採り入れて説明する場合が多い。
- 着手未遂は実行行為が終了していないため、不作為（行為を中断する）だけで中止未遂が成立する。
- 実行未遂は実行行為が終了し結果が発生していない段階で自ら結果発生を阻止する場合であり、中止未遂成立には積極的な作為を必要とする。

他人に致命傷を与えた場合について、「自己の意思により」について限定主観説を採る判例からは、単なる救護行為だけでは中止未遂が認められないが、主観説または客観説からは救護行為のみで中止未遂成立を認めるのが通常である。
中止行為と結果不発生との因果関係も問題とされる。
判例および多数説は、中止未遂が未遂罪として規定されていることから、結果が発生した場合は中止未遂の成立を否定する。
だが、例えば治療に当たった医師のミスで死亡した場合に中止未遂の成立を認めないのは行為者に酷であり、行為者が結果不発生に必要かつ相当な行為をした場合には結果との相当因果関係が遮断されるとする学説もある。
なお、旧ドイツ刑法46条２項は自己の行為に限定し、第三者の行為の介入があった場合に中止未遂を認めなかったが、現行の24条はそのような限定を加えていない。

## 中止犯の効果
「その刑を減軽し、又は免除する」
必要的減免であり、任意的減軽に止まる障害未遂と大きく異なる。
違法（性）減少説からは免除の効果を説明することは困難であり、政策説や責任減少説の根拠となる。

## 共犯における中止犯（共犯関係からの離脱）
共同正犯（b:刑法第60条）についても単独正犯と同様に中止未遂（ただし、単独正犯における中止犯と区別して特に「共犯関係からの離脱」と呼ぶのが通例である）の概念が認められるとするのが、通説である惹起説からは論理的な帰結である。
問題は、違法の連帯を前提とする限り、共犯者にも中止未遂の効果が及んでしまう点にあり、違法（性）減少説の難点とされる。
学説では、実行の着手前の離脱については、離脱の意思表示とそれに対応する共犯者からの承諾のみで足りると解するのが一般である。
また、共謀共同正犯の場合、実行に着手した後に離脱が成立するには、単なる離脱の意思表示と承諾では足りず、共犯仲間を説得し翻意させるなどして既存の共犯関係を解消して結果との因果性を遮断することも必要であると解されている。
判例では、共謀における主要な立場にある者には離脱を認めない。
なお、以上のように、共犯における中止犯を共犯関係からの離脱と混同する見解もある。しかし、共犯関係からの離脱は構成要件該当性の問題であるのに対し、共犯における中止犯は犯罪が成立した上での刑の減免の問題である。共犯の処罰根拠をどう捉えるか、中止犯の根拠をどう捉えるかにかかわらず、これらは区別して考えるべきである（大塚裕史　「共同正犯関係の解消」『法学セミナー』747号、日本評論社、2017年）
。

## 予備罪の中止
予備は実行の着手に至る以前の段階であり、予備行為につき中止未遂を認めないのが論理的であるが、現行刑法ではほぼ全ての予備罪で刑の免除が認められている（例えば、内乱罪につきb:刑法第80条、殺人罪につきb:刑法第201条を参照）。強盗予備罪（b:刑法第237条）のみ免除規定がなく、強盗予備の中止未遂の成否が争われている。

別件で禁錮刑以上の罪を犯し、併合罪として処理する場合は、強盗予備罪の法定下限は1か月であるため、吸収し、実質不処罰とすることができるが、別件で起訴された罪状がないまたは罰金刑以下のときはどうしても酌量減軽をしても15日の懲役は最低でも課せられる。ただし初犯であれば執行猶予を付けることができる。
強盗予備の段階で中止行為をしても減免されないのに、強盗行為に着手してから中止すればb:刑法第43条ただし書の適用を受け必要的減免がされるのは不合理であると主張する学説もあるが、実際に強盗中止未遂で刑が免除されることは、脅迫罪・強要罪に比べて罪が軽くなってしまうことになるので、刑事政策上ありえないので、情状として考慮すれば足りるとする学説もある。
なお、判例は強盗予備罪の中止未遂を認めない一方で予備罪の共同正犯を広く認めており、一貫していないとする見方もある。すなわち、予備罪について実行行為の前段階であることを理由に犯罪としての定型性を認めず、「中止未遂の観念を容れる余地のないものである」（最大判昭和29年1月20日）とするならば、予備に該当する行為を共同で行った場合に「共同して犯罪を実行した」（b:刑法第刑法60条）と評価すること（最判昭和37年11月8日など）は予備行為を実行行為と同視していることとなり、論理矛盾ではないか（また、現行法は自己予備のみを処罰するという前提にも反する）という批判である。

この批判に対しては、目的のない加功者を非身分者とみてb:刑法第65条１項を根拠に共同正犯を成立させてよいとする学説（藤木、大谷ら）もあるが、少数説に止まっている。